# Aplastodiscus perviridis
Aplastodiscus perviridis es una especie de anfibio de la familia Hylidae.
Habita en Argentina, Brasil y posiblemente en Paraguay.
Su hábitat natural incluye bosques tropicales o subtropicales secos y a baja altitud, montanos secos, zonas de arbustos, praderas, ríos y marismas de agua dulce.